# Victor Crutchley
Victor Alexander Charles Crutchley (né le 2 novembre 1893 dans le quartier Chelsea à Londres et mort le 24 janvier 1986 à Nettlecombe dans le Dorsetshire) est un admiral de la Royal Navy pendant les Première et Seconde Guerre mondiale.

## Biographie
Durant la Première Guerre mondiale, alors qu'il est lieutenant, il s'illustre à bord du HMS Centurion lors de la bataille du Jutland en septembre 1915. Il participe également au raid sur Zeebruges le 23 avril 1918 et au second raid sur Ostende le 9 mai 1918. Il est décoré de la Distinguished Service Cross à la fin de la guerre.
Durant la Seconde Guerre mondiale, il s'illustre à la bataille de l'île de Savo en 1942, lors de laquelle il commande la Royal Navy. Il prend sa retraite en 1947.

## Récompenses et distinctions
- Récipiendaire de la Distinguished Service Cross
- Récipiendaire de la Croix de Victoria (plus haute et prestigieuse distinction pouvant être décernée aux forces britanniques et du Commonwealth pour bravoure face à l'ennemi.)

## Promotions
- Lieutenant - 30 septembre 1915
- Lieutenant commander - 30 septembre 1923
- Commander - 30 juin 1928
- Captain - 31 décembre 1932
- Commodore de 2e classe - 15 mai 1940
- Rear admiral - 6 février 1942
- Vice admiral - 15 août 1945
- Admiral - 3 février 1949